# Ascozonus
Ascozonus (Renny) E.C. Hansen – rodzaj grzybów z typu workowców (Ascomucota).

## Systematyka i nazewnictwo
Pozycja w klasyfikacji według Index FungorumThelebolaceae, Thelebolales, Leotiomycetidae, Leotiomycetes, Pezizomycotina, Ascomycota, Fungi.
SynonimyAscobolus sect. Ascozonus Renny, Gymnodiscus Zukal. Streptotheca Vuill.. Zukalina Kuntze 1891:
Gatunki występujące w Polsce
- Ascozonus woolhopensis (Renny) Boud. 1907

Nazwy naukowe na podstawie Index Fungorum. Wykaz gatunków według M.A. Chmiel.